# Nati nel 1858

## Gennaio(55)
- 1º gennaio - Vittorio Giaccone, avvocato e politico italiano († 1933)
- 2 gennaio - John Cossar, attore britannico († 1935)
- 2 gennaio - Josef Kainz, attore teatrale austriaco († 1910)
- 4 gennaio - Victor Léon, librettista e scrittore austriaco († 1940)
- 5 gennaio - Lucien-Leon Guillaume Lambert, pianista, compositore e arrangiatore francese († 1945)
- 5 gennaio - Ida Pilotto Sottini, educatrice italiana († 1951)
- 6 gennaio - Sébastien Faure, anarchico e pedagogista francese († 1942)
- 6 gennaio - Albert Henry Munsell, pittore e inventore statunitense († 1918)
- 6 gennaio - Takhtsinhji, principe indiano († 1896)
- 6 gennaio - Luisa di Schleswig-Holstein-Sonderburg-Glücksburg, nobildonna tedesca († 1936)
- 7 gennaio - Eliezer Ben Yehuda, giornalista e filologo russo († 1922)
- 7 gennaio - Iwan Gilkin, poeta belga († 1924)
- 7 gennaio - Muhammad Akram Khan, principe pakistano († 1907)
- 7 gennaio - Enrique Serra Auqué, pittore spagnolo († 1918)
- 8 gennaio - Tito Lessi, pittore italiano († 1917)
- 9 gennaio - Maurice Couette, fisico francese († 1943)
- 10 gennaio - Dillo Lombardi, attore teatrale e attore cinematografico italiano († 1935)
- 10 gennaio - Heinrich Zille, illustratore e fotografo tedesco († 1929)
- 10 gennaio - Maria Antonietta d'Asburgo-Lorena, nobile († 1883)
- 11 gennaio - Margaret Nevinson, docente e attivista britannica († 1932)
- 11 gennaio - Kristoffer Nyrop, filologo danese († 1931)
- 11 gennaio - Harry Gordon Selfridge, imprenditore statunitense († 1947)
- 12 gennaio - Robert Crewe-Milnes, politico e scrittore britannico († 1945)
- 13 gennaio - Edmond Aman-Jean, pittore, incisore e critico d'arte francese († 1936)
- 13 gennaio - Oskar Minkowski, medico lituano († 1931)
- 14 gennaio - Patrick Joseph Kennedy, imprenditore e politico statunitense († 1929)
- 14 gennaio - Alois Riegl, storico dell'arte austriaco († 1905)
- 15 gennaio - Riccardo Bollati, diplomatico e politico italiano († 1939)
- 15 gennaio - Albert Gilchrist, politico e militare statunitense († 1926)
- 15 gennaio - Giovanni Segantini, pittore italiano († 1899)
- 18 gennaio - Alfred von Glehn, violoncellista, direttore d'orchestra e docente tedesco († 1927)
- 19 gennaio - Eugène Brieux, scrittore francese († 1932)
- 19 gennaio - Friedrich Loofs, teologo tedesco († 1928)
- 20 gennaio - Joseph Führer, archeologo tedesco († 1903)
- 21 gennaio - Friedrich Blochmann, zoologo e microbiologo tedesco († 1931)
- 21 gennaio - Mel Bonis, compositrice francese († 1937)
- 22 gennaio - Frederick Lugard, I barone di Lugard, militare e esploratore britannico († 1945)
- 22 gennaio - Martha Beatrice Webb, economista e sociologa britannica († 1943)
- 23 gennaio - Cesare Gravina, attore italiano († 1954)
- 25 gennaio - Francesco Brandileone, storico italiano († 1929)
- 25 gennaio - Wells Cooke, ornitologo statunitense († 1916)
- 25 gennaio - Stojan Danev, politico bulgaro († 1949)
- 25 gennaio - Mikimoto Kōkichi, imprenditore giapponese († 1954)
- 25 gennaio - Giuseppe Radiciotti, musicologo italiano († 1931)
- 27 gennaio - Pietro Chiesa, politico italiano († 1915)
- 27 gennaio - Pavel Nikolaevič Miljukov, politico e storico russo († 1943)
- 27 gennaio - Louis Goulven Prat, ammiraglio francese († 1912)
- 28 gennaio - Edgeworth David, geologo e esploratore gallese († 1934)
- 28 gennaio - Eugène Dubois, antropologo olandese († 1940)
- 30 gennaio - Gaston Calmette, giornalista francese († 1914)
- 30 gennaio - Franz Gustav von Wandel, generale tedesco († 1921)
- 31 gennaio - André Antoine, attore teatrale, regista teatrale e regista cinematografico francese († 1943)
- 31 gennaio - Biagio Camagna, avvocato, politico e pubblicista italiano († 1922)
- 31 gennaio - Percy Fairclough, calciatore inglese († 1947)
- 31 gennaio - Giuseppe Lando Passerini, bibliotecario e critico letterario italiano († 1932)

## Febbraio(48)
- 1º febbraio - Guglielmo Oberdan, patriota italiano († 1882)
- 1º febbraio - Ignaz Rieder, arcivescovo cattolico austriaco († 1934)
- 2 febbraio - Marie Brun, golfista francese († 1935)
- 4 febbraio - Walter Palmer, I baronetto, imprenditore, politico e nobile inglese († 1910)
- 6 febbraio - Alfredo Lucifero, nobile, militare e politico italiano († 1909)
- 6 febbraio - Ada Roe, supercentenaria britannica († 1970)
- 7 febbraio - Amédée-François Lamy, esploratore e militare francese († 1900)
- 7 febbraio - Simone Pianetti, criminale italiano
- 8 febbraio - Hermann Škorpil, archeologo, geologo e botanico ceco († 1923)
- 9 febbraio - Antonio Bozzano, scultore italiano († 1939)
- 9 febbraio - Richard Paltauf, patologo e batteriologo austriaco († 1924)
- 10 febbraio - Alice Heine, nobildonna († 1925)
- 10 febbraio - William Millton, rugbista a 15, crickettista e dirigente sportivo neozelandese († 1887)
- 10 febbraio - Robert Lendlmayer von Lendenfeld, alpinista, biologo e cartografo austriaco († 1913)
- 11 febbraio - Antoni Julian Nowowiejski, arcivescovo cattolico polacco († 1941)
- 11 febbraio - Carlo Vegezzi Bossi, organaro italiano († 1927)
- 13 febbraio - Achille Borghi, generale italiano († 1918)
- 13 febbraio - Alessandro Di Rovasenda, avvocato e politico italiano († 1943)
- 13 febbraio - Matteo Schilizzi, imprenditore e filantropo italiano († 1905)
- 14 febbraio - Egidio Conti, glottologo italiano († 1922)
- 14 febbraio - Joseph Thomson, esploratore britannico († 1895)
- 15 febbraio - Augustin Nicolas Gilbert, medico francese († 1927)
- 15 febbraio - William Henry Pickering, astronomo statunitense († 1938)
- 15 febbraio - Marcella Sembrich, soprano polacca († 1935)
- 16 febbraio - Henry Bolo, presbitero e scrittore francese († 1921)
- 16 febbraio - John Addison Fordyce, dermatologo statunitense († 1925)
- 17 febbraio - Vincenzo Ferroni, compositore italiano († 1934)
- 17 febbraio - Rocco Lentini, pittore e scenografo italiano († 1943)
- 18 febbraio - Alexander Nikolsky, zoologo russo († 1942)
- 18 febbraio - Luisa Maria del Belgio, principessa belga († 1924)
- 19 febbraio - Tobias Augustus Matthay, compositore, musicista e insegnante inglese († 1945)
- 19 febbraio - Herbrand Russell, XI duca di Bedford, politico inglese († 1940)
- 20 febbraio - Dante Bertelli, anatomista italiano († 1946)
- 20 febbraio - Howard Atwood Kelly, ginecologo statunitense († 1943)
- 20 febbraio - Alexander Koenig, zoologo, naturalista e ornitologo tedesco († 1940)
- 20 febbraio - Gottlob Linck, mineralogista, geologo e cristallografo tedesco († 1947)
- 20 febbraio - Viktor Parma, compositore sloveno († 1924)
- 21 febbraio - Ardolph Loges Kline, politico statunitense († 1930)
- 21 febbraio - Edmondo Sanjust di Teulada, ingegnere e politico italiano († 1936)
- 21 febbraio - Oldfield Thomas, zoologo britannico († 1929)
- 22 febbraio - Frances Campbell, nobildonna scozzese († 1931)
- 23 febbraio - Charles Henry Fromuth, pittore statunitense († 1937)
- 23 febbraio - Angelo Pavia, avvocato e politico italiano († 1933)
- 24 febbraio - Alphonse Jacques de Dixmude, generale belga († 1928)
- 24 febbraio - Arnold Dolmetsch, musicista francese († 1940)
- 24 febbraio - Maria Luisa Larisch-Wallersee, contessa († 1940)
- 26 febbraio - Pierre Mandonnet, presbitero, teologo e storiografo belga († 1936)
- 28 febbraio - Ferdinand Gottschalk, attore britannico († 1944)

## Marzo(44)
- 1º marzo - Alfonso Cassini, attore italiano († 1921)
- 1º marzo - Georg Simmel, sociologo e filosofo tedesco († 1918)
- 3 marzo - Carlo Salvioni, linguista e glottologo svizzero († 1920)
- 4 marzo - Antonio Fradeletto, politico italiano († 1930)
- 5 marzo - José Relvas, politico portoghese († 1929)
- 6 marzo - Jiří Polívka, slavista ceco († 1933)
- 6 marzo - Samuel Untermyer, avvocato statunitense († 1940)
- 8 marzo - Giuseppe Frascara, avvocato, imprenditore e politico italiano († 1925)
- 9 marzo - Eugenio Ficalbi, zoologo e entomologo italiano († 1922)
- 10 marzo - Giuseppe Carelli, pittore italiano († 1921)
- 11 marzo - Tom Clarke, rivoluzionario irlandese († 1916)
- 13 marzo - Maximilien Luce, pittore francese († 1941)
- 15 marzo - Franz Böckli, tiratore a segno svizzero († 1937)
- 16 marzo - Silvio Pellerano, avvocato, dirigente d'azienda e politico italiano († 1927)
- 18 marzo - Rudolf Diesel, ingegnere tedesco († 1913)
- 18 marzo - Paul Fauchey, organista, pianista e compositore francese († 1936)
- 18 marzo - Edgard Hérouard, zoologo francese († 1932)
- 18 marzo - Josip Kozarac, scrittore e poeta croato († 1906)
- 18 marzo - Alessandro Lattes, giurista e storico italiano († 1940)
- 19 marzo - Giuseppe Ciancio, generale italiano († 1932)
- 19 marzo - Kang Youwei, filosofo cinese († 1927)
- 19 marzo - David McMackon, tiratore a volo canadese († 1922)
- 20 marzo - Paul Quinsac, pittore francese († 1929)
- 21 marzo - Luigi Roversi, politico italiano († 1917)
- 21 marzo - Enric Sagnier, architetto spagnolo († 1931)
- 21 marzo - Savino Varazzani, politico e giornalista italiano († 1938)
- 22 marzo - Elisa Agnini Lollini, attivista italiana († 1922)
- 22 marzo - Hans Meyer, geologo e esploratore tedesco († 1929)
- 23 marzo - Thomas Francis Kennedy, arcivescovo cattolico statunitense († 1917)
- 23 marzo - Max Manitius, storico e latinista tedesco († 1933)
- 23 marzo - Ludwig Quidde, storico e politico tedesco († 1941)
- 24 marzo - Samuel Ryder, mercante britannico († 1936)
- 25 marzo - Ernst Conrad, giurista e magistrato tedesco († 1930)
- 25 marzo - Elia Volpi, mercante d'arte, antiquario e pittore italiano († 1938)
- 26 marzo - Averardo Borsi, giornalista e scrittore italiano († 1910)
- 26 marzo - Henry Lowther, diplomatico inglese († 1939)
- 27 marzo - Paolo Emilio Bensa, giurista e politico italiano († 1928)
- 27 marzo - Gottfried Hofer, pittore austriaco († 1932)
- 28 marzo - Luis Barros Borgoño, avvocato e politico cileno († 1943)
- 28 marzo - Federico Kiesow, psicologo tedesco († 1940)
- 28 marzo - Joséphin Péladan, scrittore, pittore e esoterista francese († 1918)
- 30 marzo - Siegfried Alkan, compositore tedesco († 1941)
- 30 marzo - DeWolf Hopper, attore, cantante e comico statunitense († 1935)
- 31 marzo - Angelo Dall'Oca Bianca, pittore italiano († 1942)

## Aprile(55)
- 1º aprile - Arnold Aletrino, medico, antropologo e scrittore olandese († 1916)
- 1º aprile - Columba Marmion, abate e scrittore irlandese († 1923)
- 1º aprile - Gaetano Mosca, giurista, politico e politologo italiano († 1941)
- 3 aprile - Albert Samain, poeta francese († 1900)
- 3 aprile - Mary Harrison McKee, politica statunitense († 1930)
- 4 aprile - Remy de Gourmont, poeta, romanziere e giornalista francese († 1915)
- 6 aprile - Eugène Demets, editore francese († 1923)
- 6 aprile - Paolo Orlando, ingegnere e politico italiano († 1943)
- 6 aprile - Florimond Marie Van Acker, pittore belga († 1940)
- 7 aprile - Giovanni Battista, pittore italiano († 1925)
- 7 aprile - Emilio Caccialanza, politico e avvocato italiano
- 7 aprile - Attilio Panizza, scultore e anarchico italiano († 1919)
- 8 aprile - Frank Keenan, attore e regista statunitense († 1929)
- 8 aprile - Jan Styka, pittore polacco († 1925)
- 9 aprile - Zdenka Braunerová, pittrice, illustratrice e grafica ceca († 1934)
- 10 aprile - Eugenio Maury di Morancez, imprenditore e politico italiano († 1943)
- 11 aprile - József Majláth, nobile, politico e organista ungherese († 1940)
- 11 aprile - Barbu Ștefănescu Delavrancea, scrittore rumeno († 1918)
- 12 aprile - Giovanni Cavalleri, pittore italiano († 1934)
- 12 aprile - Francesco Galdo, politico e avvocato italiano († 1923)
- 12 aprile - Ernst Wullekopf, architetto tedesco († 1927)
- 13 aprile - André-Marie-Elie Jarosseau, vescovo cattolico francese († 1941)
- 14 aprile - Carlo Lorenzetti, scultore italiano († 1945)
- 15 aprile - Eugenio Bergamasco, politico italiano († 1940)
- 15 aprile - Émile Durkheim, sociologo, filosofo e storico delle religioni francese († 1917)
- 16 aprile - Tancrède Bastet, pittore francese († 1942)
- 16 aprile - Felice Pedroni, italiano († 1910)
- 16 aprile - Basilio Pompilj, cardinale e arcivescovo cattolico italiano († 1931)
- 16 aprile - Philippe Wolfers, orafo, gioielliere e imprenditore belga († 1929)
- 18 aprile - Corrado Ricci, archeologo e storico dell'arte italiano († 1934)
- 18 aprile - Alexander Shirvanzade, giornalista e drammaturgo armeno († 1935)
- 19 aprile - Leopold Engel, scrittore russo († 1931)
- 19 aprile - May Robson, attrice statunitense († 1942)
- 20 aprile - Carlo Luigi Spegazzini, botanico e micologo italiano († 1926)
- 21 aprile - Miss Lala, circense († 1945)
- 21 aprile - Theodor Wundt, alpinista, militare e scrittore tedesco († 1929)
- 22 aprile - Mademoiselle Dudlay, attrice belga († 1934)
- 22 aprile - Rosa Maltoni, insegnante italiana († 1905)
- 22 aprile - Ethel Smyth, compositrice, scrittrice e attivista britannica († 1944)
- 22 aprile - Josef Velenovský, botanico e micologo ceco († 1949)
- 23 aprile - Adolfo Laurenti, scultore italiano († 1944)
- 23 aprile - Max Planck, fisico tedesco († 1947)
- 23 aprile - Pandita Ramabai, storica, pedagogista e attivista indiana († 1922)
- 24 aprile - Fabien-Antoine Eestermans, vescovo cattolico belga († 1931)
- 24 aprile - Edward Howe Forbush, ornitologo statunitense († 1929)
- 24 aprile - Luigi Maria Marelli, vescovo cattolico italiano († 1936)
- 24 aprile - José de Camargo Barros, vescovo cattolico brasiliano († 1906)
- 25 aprile - Luigi Baronchelli, organista e compositore italiano († 1924)
- 25 aprile - Auguste Chapuis, compositore, organista e docente francese († 1933)
- 25 aprile - Raffaele Scapinelli di Leguigno, cardinale, arcivescovo cattolico e nobile italiano († 1933)
- 26 aprile - Clementina Gilly, scrittrice, poetessa e traduttrice svizzera († 1942)
- 27 aprile - Henry Armstrong Reed, statunitense († 1876)
- 28 aprile - Cesare Pascarella, poeta e pittore italiano († 1940)
- 30 aprile - Mary Scott Lord Dimmick, statunitense († 1948)
- 30 aprile - Giulio Silvestri, politico italiano († 1936)

## Maggio(45)
- 2 maggio - Edith Oenone Somerville, scrittrice e artista irlandese († 1949)
- 2 maggio - Karl Touton, dermatologo e botanico tedesco († 1934)
- 3 maggio - Sergej Semënovič Chabalov, generale russo († 1924)
- 3 maggio - Colomba Gabriel, religiosa polacca († 1926)
- 4 maggio - Carlo Rasponi Bonanzi, politico italiano († 1920)
- 5 maggio - Sarah Choate Sears, pittrice, collezionista d'arte e fotografa statunitense († 1935)
- 5 maggio - Pier Adolfo Tirindelli, compositore, violinista e direttore d'orchestra italiano († 1937)
- 6 maggio - Federico Gambarelli, tenore e presbitero italiano († 1922)
- 7 maggio - Lorenzo Franci, fantino italiano
- 8 maggio - Alfred Emmott, I barone Emmott, economista e politico inglese († 1926)
- 8 maggio - Dan Brouthers, giocatore di baseball statunitense († 1932)
- 8 maggio - Antonio Vallone, politico italiano († 1925)
- 10 maggio - Hermann Nestel, pittore tedesco († 1905)
- 11 maggio - Carl Hauptmann, scrittore tedesco († 1921)
- 12 maggio - George Butterworth, tennista e rugbista a 15 britannico († 1941)
- 12 maggio - Numa Campi, medico e politico italiano († 1923)
- 12 maggio - Antonio Venditti, politico italiano († 1932)
- 14 maggio - Anthon van Rappard, pittore olandese († 1892)
- 15 maggio - Cecil Burney, ammiraglio britannico († 1929)
- 15 maggio - Rosalbino Santoro, pittore italiano
- 16 maggio - Natal'ja Fëdorovna Vonljarljarskaja, nobildonna russa († 1921)
- 17 maggio - Mary Adela Blagg, astronoma britannica († 1944)
- 17 maggio - Augusto Gaudenzi, storico e giurista italiano († 1916)
- 17 maggio - Kostjantyn Jakovyč Kryžyc'kyj, pittore ucraino († 1911)
- 18 maggio - Augusto Fabbri, generale italiano († 1940)
- 19 maggio - Rolando Napoleone Bonaparte, botanico e geografo francese († 1924)
- 19 maggio - Oscar Frithiof Nordquist, esploratore, geografo e scienziato finlandese († 1925)
- 20 maggio - Benedetto Baudi di Vesme, storico e ingegnere italiano († 1919)
- 20 maggio - Ansano Giovannelli, fantino italiano († 1911)
- 20 maggio - Albert Kamehameha, principe statunitense († 1862)
- 21 maggio - Edouard Goursat, matematico francese († 1936)
- 22 maggio - Fanny Marc, scultrice francese († 1937)
- 22 maggio - Marion Spielmann, critico d'arte britannico († 1948)
- 23 maggio - Francis Kelsey, archeologo e latinista statunitense († 1927)
- 24 maggio - Camille Bellaigue, critico musicale e musicologo francese († 1930)
- 25 maggio - Antonio Sabellico, basso italiano († 1934)
- 26 maggio - Sara Adler, attrice russa († 1953)
- 26 maggio - Horace Smith-Dorrien, generale britannico († 1930)
- 27 maggio - Chiara Bosatta, religiosa e educatrice italiana († 1887)
- 28 maggio - Thomas Henry Espinell Compton Espin, astronomo britannico († 1934)
- 28 maggio - Sidney Herbert Ray, antropologo e linguista britannico († 1939)
- 29 maggio - Finnur Jónsson, filologo islandese († 1934)
- 29 maggio - Emmanuel de La Villéon, pittore e illustratore francese († 1944)
- 30 maggio - Maurice Klippel, neurologo, psichiatra e scrittore francese († 1942)
- 31 maggio - Graham Wallas, insegnante britannico († 1932)

## Giugno(34)
- 1º giugno - Alice Barbi, violinista e mezzosoprano italiana († 1948)
- 1º giugno - Arnold Keppel, VIII conte di Albemarle, politico e ufficiale inglese († 1942)
- 2 giugno - Heinrich Harder, artista tedesco († 1935)
- 2 giugno - Jules de Gaultier, filosofo francese († 1942)
- 5 giugno - Luigi Agliardi, generale italiano († 1931)
- 5 giugno - Giuseppe Morabito, arcivescovo cattolico italiano († 1923)
- 6 giugno - Francesco Coppola, pedagogista e scrittore italiano († 1926)
- 6 giugno - Bruno Klein, compositore e organista statunitense († 1911)
- 6 giugno - Claude Montefiore, storico e teologo britannico († 1938)
- 9 giugno - Otto Rieth, architetto e pittore tedesco († 1911)
- 10 giugno - Jean-Vincent Scheil, religioso e assiriologo francese († 1940)
- 12 giugno - Henry Scott Tuke, pittore e fotografo britannico († 1929)
- 14 giugno - Carolina Magistrelli, insegnante e divulgatrice scientifica italiana († 1939)
- 14 giugno - Giovanni Battista Marieni, generale italiano († 1933)
- 15 giugno - Donato Etna, generale e politico italiano († 1938)
- 15 giugno - Beatrice Morgari, pittrice italiana († 1936)
- 16 giugno - Gustavo V di Svezia, sovrano svedese († 1950)
- 16 giugno - John Peter Russell, pittore australiano († 1930)
- 20 giugno - Charles Hardinge, I barone Hardinge di Penshurst, diplomatico britannico († 1944)
- 20 giugno - Paul André Maistre, generale francese († 1922)
- 20 giugno - Aleksandr Frantsevič Ragoza, generale ucraino († 1919)
- 21 giugno - Giuseppe Arigò, politico e avvocato italiano († 1908)
- 21 giugno - Giuseppe De Sanctis, pittore italiano († 1924)
- 21 giugno - Medardo Rosso, scultore italiano († 1928)
- 22 giugno - Charles Cazalet, filantropo, dirigente sportivo e politico francese († 1933)
- 23 giugno - Antoine Marfan, pediatra francese († 1942)
- 24 giugno - Giovanni Agamennone, geologo e sismologo italiano († 1949)
- 24 giugno - George von Lengerke Meyer, politico statunitense († 1918)
- 25 giugno - Georges Courteline, poeta, scrittore e drammaturgo francese († 1929)
- 26 giugno - Pasquale Civiletti, scultore italiano († 1952)
- 28 giugno - Jean-Charles Arnal du Curel, vescovo cattolico francese († 1915)
- 28 giugno - Cherubino Binelli, politico e imprenditore italiano († 1920)
- 28 giugno - Wilhelm Kubitschek, storico, archeologo e numismatico austriaco († 1936)
- 28 giugno - Otis Skinner, attore statunitense († 1942)

## Luglio(60)
- 1º luglio - Willard Metcalf, pittore statunitense († 1925)
- 2 luglio - Romolo Molaroni, vescovo cattolico italiano († 1919)
- 3 luglio - George Cholmondeley, IV marchese di Cholmondeley, nobile inglese († 1923)
- 4 luglio - Margaret Gathorne-Hardy, nobildonna inglese († 1943)
- 4 luglio - Joseph de Caraman Chimay, schermidore francese († 1937)
- 5 luglio - Giacomo Reggio, ingegnere e politico italiano († 1950)
- 6 luglio - Jesús María Echavarría y Aguirre, vescovo cattolico messicano († 1954)
- 6 luglio - José Miguel Gómez, militare e politico cubano († 1921)
- 6 luglio - John Atkinson Hobson, economista e saggista inglese († 1940)
- 7 luglio - Egidio Galbani, imprenditore italiano († 1950)
- 7 luglio - José Leite de Vasconcelos, filologo, etnografo e archeologo portoghese († 1941)
- 8 luglio - Angelo Bertini, ingegnere italiano († 1915)
- 8 luglio - Frederick William True, biologo statunitense († 1914)
- 8 luglio - Hans von Wangenheim, diplomatico tedesco († 1915)
- 9 luglio - Franz Boas, antropologo tedesco († 1942)
- 9 luglio - Sultan Jahan, principessa indiano († 1930)
- 9 luglio - Henrik Tuma, politico e avvocato jugoslavo († 1935)
- 10 luglio - Emanuele Gonzaga, nobile italiano († 1914)
- 10 luglio - Lydia Welti-Escher, mecenate svizzera († 1891)
- 11 luglio - Minni Boh, scrittrice tedesca († 1918)
- 11 luglio - Prospero De Nobili, avvocato, politico e imprenditore italiano († 1945)
- 12 luglio - Attilio Monaco, diplomatico, orientalista e storico italiano († 1932)
- 13 luglio - Cesare Pollini, pianista e compositore italiano († 1912)
- 13 luglio - Otto Rossbach, archeologo, filologo classico e numismatico tedesco († 1931)
- 13 luglio - Emil Strub, ingegnere e inventore svizzero († 1909)
- 15 luglio - Ludwig Lohner, imprenditore austriaco († 1925)
- 15 luglio - Emmeline Pankhurst, attivista e politica britannica († 1928)
- 16 luglio - Petar Bojović, generale serbo († 1945)
- 16 luglio - Eugène Ysaÿe, compositore e violinista belga († 1931)
- 17 luglio - Florence Balcombe, britannica († 1937)
- 17 luglio - Victor Liotard, farmacista, esploratore e politico francese († 1916)
- 18 luglio - Prospero Colonna, nobile e politico italiano († 1937)
- 19 luglio - Julius Kugy, alpinista, scrittore e botanico austriaco († 1944)
- 20 luglio - George Fawcus, calciatore e dirigente sportivo inglese († 1925)
- 20 luglio - Elías García Martínez, pittore spagnolo († 1934)
- 20 luglio - Il'ja Semënovič Ostrouchov, pittore russo († 1929)
- 21 luglio - Lovis Corinth, pittore, incisore e docente tedesco († 1925)
- 21 luglio - Cesare Goldmann, imprenditore e politico italiano († 1937)
- 21 luglio - Maria Cristina d'Asburgo-Teschen, principessa († 1929)
- 21 luglio - Victor Roelens, vescovo cattolico e missionario belga († 1947)
- 22 luglio - Philipp Heck, giurista tedesco († 1943)
- 22 luglio - Joaquim de Araújo, poeta, scrittore e giornalista portoghese († 1917)
- 23 luglio - Edward Irenaeus Prime-Stevenson, scrittore e giornalista statunitense († 1942)
- 24 luglio - Mario Pasquale Costa, compositore italiano († 1933)
- 24 luglio - Wolfgang Kapp, giornalista e politico tedesco († 1922)
- 25 luglio - William McDonald, politico statunitense († 1918)
- 26 luglio - Edward Mandell House, diplomatico statunitense († 1938)
- 27 luglio - George Lyon, golfista canadese († 1938)
- 27 luglio - Gustave Serrurier-Bovy, architetto e decoratore belga († 1910)
- 28 luglio - Francesco Scaduto, giurista e politico italiano († 1942)
- 28 luglio - Domenico Zanichelli, giurista italiano († 1908)
- 29 luglio - Agostino Chigi, nobile e militare italiano († 1896)
- 29 luglio - Francesco Gerbaldi, matematico italiano († 1934)
- 29 luglio - José Luis Tamayo, politico ecuadoriano († 1947)
- 30 luglio - Charles Bambridge, calciatore inglese († 1935)
- 30 luglio - Muhammad Rasul Khanji, principe indiano († 1911)
- 30 luglio - Paul-Louis Simond, medico e biologo francese († 1947)
- 31 luglio - Richard Dixon Oldham, geofisico e sismologo inglese († 1936)
- 31 luglio - Carl Gottfrid Fineman, meteorologo e imprenditore svedese († 1937)
- 31 luglio - Ludovico Luciolli, magistrato e politico italiano († 1944)

## Agosto(50)
- 1º agosto - Coulson Kernahan, scrittore e poeta inglese († 1943)
- 1º agosto - Hans Rott, compositore e organista austriaco († 1884)
- 2 agosto - August Czartoryski, presbitero polacco († 1893)
- 2 agosto - Ferruccio Trombi, generale italiano († 1915)
- 2 agosto - Emma di Waldeck e Pyrmont, sovrana olandese († 1934)
- 3 agosto - Paul Sabatier, storico francese († 1928)
- 4 agosto - Alfred Goldscheider, neurologo tedesco († 1935)
- 5 agosto - Carlo Menon, imprenditore italiano († 1924)
- 5 agosto - Henry Siddons Mowbray, pittore statunitense († 1928)
- 7 agosto - Alceo Pastore, imprenditore italiano († 1946)
- 10 agosto - Anna J. Cooper, scrittrice, docente e sociologa statunitense († 1964)
- 10 agosto - Friedrich von Ilberg, militare tedesco († 1916)
- 10 agosto - Georgi Todorov, generale bulgaro († 1934)
- 11 agosto - Henri Cassiers, illustratore e grafico belga († 1944)
- 11 agosto - Christiaan Eijkman, medico olandese († 1930)
- 11 agosto - Mary Fairchild, pittrice statunitense († 1946)
- 11 agosto - Angelo Pascal, pittore italiano († 1888)
- 12 agosto - Alessandro Lualdi, cardinale e arcivescovo cattolico italiano († 1927)
- 13 agosto - Antonio Padula, storico e scrittore italiano († 1928)
- 13 agosto - Victor Prouvé, pittore, scultore e incisore francese († 1943)
- 13 agosto - Muhammad VI al-Habib, tunisino († 1929)
- 14 agosto - Niccola Gabiani, storico italiano († 1940)
- 15 agosto - Emma Calvé, soprano francese († 1942)
- 15 agosto - Michael Hainisch, politico austriaco († 1940)
- 15 agosto - Edith Nesbit, scrittrice inglese († 1924)
- 15 agosto - Heinrich von Tschirschky, diplomatico tedesco († 1916)
- 16 agosto - Fred Hargreaves, calciatore inglese († 1897)
- 19 agosto - Guglielmo Imperiali di Francavilla, diplomatico e politico italiano († 1944)
- 20 agosto - Richard Cummings, attore statunitense († 1938)
- 20 agosto - Joseph Delattre, pittore francese († 1912)
- 20 agosto - Omar al-Mukhtar, imam e guerrigliero libico († 1931)
- 21 agosto - Rodolfo d'Asburgo-Lorena, austriaco († 1889)
- 21 agosto - Vincenzo Cuomo, medico e climatologo italiano († 1935)
- 22 agosto - Konstantin Konstantinovič Romanov, nobile russo († 1915)
- 22 agosto - Eduard Schwartz, filologo classico tedesco († 1940)
- 22 agosto - Agostino Zampini, vescovo cattolico italiano († 1937)
- 24 agosto - Reginald Macaulay, calciatore inglese († 1937)
- 24 agosto - Antonio Sapuppo Asmundo, politico italiano († 1945)
- 24 agosto - Vasilij Sergeevič Smirnov, pittore russo († 1890)
- 24 agosto - Warwick William Wroth, numismatico britannico († 1911)
- 27 agosto - Giuseppe Menada, dirigente d'azienda italiano († 1931)
- 27 agosto - Fritz Noll, botanico tedesco († 1908)
- 27 agosto - Giuseppe Peano, matematico, logico e glottoteta italiano († 1932)
- 27 agosto - Angiolo Tommasi, pittore italiano († 1923)
- 28 agosto - Gabriel Anton, neurologo austriaco († 1933)
- 28 agosto - Charles Le Bargy, attore e regista francese († 1936)
- 29 agosto - Gerolamo Biscaro, giurista e storico italiano († 1937)
- 29 agosto - Salomon Reinach, archeologo e storico francese († 1932)
- 29 agosto - Dante Sodini, scultore italiano († 1934)
- 31 agosto - Alan Johnstone, diplomatico inglese († 1932)

## Settembre(48)
- 1º settembre - Carl Auer von Welsbach, inventore e chimico austriaco († 1929)
- 3 settembre - Francis Leavenworth, astronomo statunitense († 1928)
- 5 settembre - Abele De Blasio, antropologo italiano († 1945)
- 5 settembre - Albert Gaillard, botanico e micologo francese († 1903)
- 5 settembre - David Paul von Hansemann, patologo e oncologo tedesco († 1920)
- 5 settembre - Oreste Silvestri, pittore italiano († 1936)
- 5 settembre - Alexandru Vlahuță, scrittore romeno († 1919)
- 7 settembre - Emma Turolla, cantante lirica italiana († 1943)
- 8 settembre - Enrico Rossi, pittore italiano († 1916)
- 9 settembre - Claude Wilson, calciatore inglese († 1881)
- 10 settembre - Hugh J. Grant, politico statunitense († 1910)
- 11 settembre - Hamilton Castner, chimico statunitense († 1899)
- 12 settembre - Fernand Khnopff, pittore belga († 1921)
- 13 settembre - Jacopo Gelli, militare e scrittore italiano († 1935)
- 13 settembre - Carl von Noorden, patologo tedesco († 1944)
- 14 settembre - Edward Christian, calciatore inglese († 1934)
- 14 settembre - Jakob Knudsen, scrittore danese († 1917)
- 14 settembre - Vittorio Emanuele Marzotto, imprenditore e politico italiano († 1922)
- 15 settembre - Charles de Foucauld, religioso francese († 1916)
- 15 settembre - Jenő Hubay, compositore e violinista ungherese († 1937)
- 16 settembre - Andrew Bonar Law, politico britannico († 1923)
- 16 settembre - Olivier Mazel, generale francese († 1940)
- 16 settembre - Eduard Oberg, funzionario, giurista e attivista tedesco († 1917)
- 16 settembre - Paolo Vagliasindi, nobile, politico e giornalista italiano († 1905)
- 17 settembre - Giovanni Battista Antonelli, ingegnere e economista italiano († 1944)
- 17 settembre - Giovanni Raineri, politico italiano († 1944)
- 17 settembre - Robert Vonnoh, pittore statunitense († 1933)
- 18 settembre - Stathi Melani, presbitero e patriota albanese († 1917)
- 18 settembre - Pedro Nel Ospina, politico colombiano († 1927)
- 19 settembre - George Woodward Wickersham, politico statunitense († 1936)
- 20 settembre - Francesco Buonanno, imprenditore, dirigente d'azienda e politico italiano († 1940)
- 21 settembre - Charles Henry Hawtrey, attore, regista e manager inglese († 1923)
- 22 settembre - Pietro Mallegori, ingegnere italiano († 1908)
- 22 settembre - Lorrin Thurston, patriota e politico statunitense († 1931)
- 23 settembre - Giuseppe de Nava, politico italiano († 1924)
- 24 settembre - Carl Pulfrich, fisico e ottico tedesco († 1927)
- 25 settembre - Emil Ehrensberger, chimico tedesco († 1940)
- 25 settembre - Albrecht Penck, geografo e geologo tedesco († 1945)
- 26 settembre - Berardo Cantalamessa, cantautore e attore teatrale italiano († 1917)
- 27 settembre - Domenico Tinozzi, politico italiano († 1953)
- 28 settembre - Antonio Edoardo Chinotto, generale italiano († 1916)
- 28 settembre - Marie-Louis Damotte, schermidore francese († 1924)
- 28 settembre - George G. Eitel, chirurgo statunitense († 1928)
- 28 settembre - Eugen Korschelt, zoologo tedesco († 1946)
- 28 settembre - Gustaf Kossinna, filologo e archeologo tedesco († 1931)
- 29 settembre - Leopoldo Mugnone, direttore d'orchestra italiano († 1941)
- 29 settembre - Igino Benvenuto Supino, storico dell'arte e pittore italiano († 1940)
- 30 settembre - Antonio De Viti De Marco, economista e politico italiano († 1943)

## Ottobre(52)
- 1º ottobre - Joseph Krautwald von Annau, generale austro-ungarico († 1925)
- 1º ottobre - Frédéric Soulacroix, pittore francese († 1933)
- 3 ottobre - Giuseppe Alongi, poliziotto e saggista italiano († 1939)
- 3 ottobre - Eleonora Duse, attrice teatrale italiana († 1924)
- 3 ottobre - Percy Frankland, chimico inglese († 1946)
- 4 ottobre - Stjepan Sarkotić, generale austro-ungarico († 1939)
- 5 ottobre - Ayn-al-Hayat Rifaat, nobile egiziana († 1910)
- 5 ottobre - Enrico di Battenberg, nobile britannico († 1896)
- 6 ottobre - Nicola Marchese, poeta italiano († 1910)
- 6 ottobre - Federico Schianchi, pittore italiano († 1918)
- 7 ottobre - Josep Domènech i Estapà, architetto spagnolo († 1917)
- 8 ottobre - Vincenzo Migliaro, pittore, scultore e incisore italiano († 1938)
- 9 ottobre - Pietro Mandré, poeta e tipografo italiano († 1938)
- 9 ottobre - Gerard Philips, imprenditore olandese († 1942)
- 9 ottobre - Michele Idvorsky Pupin, fisico e chimico serbo († 1935)
- 10 ottobre - Elio Morpurgo, politico italiano († 1944)
- 10 ottobre - Maurice Prendergast, pittore statunitense († 1924)
- 10 ottobre - Ottokár Prohászka, vescovo cattolico ungherese († 1927)
- 10 ottobre - Cecil Reddie, pedagogista inglese († 1932)
- 11 ottobre - Frederick Kerr, attore britannico († 1933)
- 11 ottobre - Ulvi Liegi, pittore italiano († 1939)
- 12 ottobre - Cipriano Castro, politico venezuelano († 1924)
- 12 ottobre - Isaac Newton Lewis, militare statunitense († 1931)
- 12 ottobre - Pietro Maffi, cardinale, arcivescovo cattolico e astronomo italiano († 1931)
- 13 ottobre - Cleto González Víquez, politico costaricano († 1937)
- 15 ottobre - William Sowden Sims, ammiraglio statunitense († 1936)
- 15 ottobre - John L. Sullivan, pugile statunitense († 1918)
- 17 ottobre - David Samuel Margoliouth, orientalista britannico († 1940)
- 17 ottobre - Karl Praechter, filologo classico tedesco († 1933)
- 18 ottobre - Pietro Paolo Camillo Moreschini, arcivescovo cattolico italiano († 1918)
- 18 ottobre - Giuseppe Scarlata, vescovo cattolico italiano († 1935)
- 19 ottobre - George Albert Boulenger, zoologo e botanico britannico († 1937)
- 20 ottobre - Adolfo Magrini, architetto italiano († 1931)
- 21 ottobre - Pietro Cardani, fisico e politico italiano († 1924)
- 22 ottobre - Augusta Vittoria di Schleswig-Holstein-Sonderburg-Augustenburg, imperatrice tedesca († 1921)
- 22 ottobre - Lepido Rocco, educatore e storico italiano († 1953)
- 24 ottobre - Eugène Devic, neurologo francese († 1930)
- 24 ottobre - Ebba Munck af Fulkila, nobildonna svedese († 1946)
- 24 ottobre - Wilhelm Fliess, chirurgo tedesco († 1928)
- 24 ottobre - Raffaello Menochio, storico e ingegnere italiano († 1943)
- 24 ottobre - Giovanni Silvestri, imprenditore e dirigente d'azienda italiano († 1940)
- 25 ottobre - Take Ionescu, politico e giornalista rumeno († 1922)
- 25 ottobre - Roberto Zileri Dal Verme, politico italiano († 1937)
- 26 ottobre - Louise Hervieu, artista e scrittrice francese († 1954)
- 27 ottobre - William Groseclose, golfista statunitense
- 27 ottobre - Theodore Roosevelt, politico e militare statunitense († 1919)
- 27 ottobre - Saitō Makoto, politico giapponese († 1936)
- 27 ottobre - Valdemaro di Danimarca, principe danese († 1939)
- 28 ottobre - John B. Mason, attore e cantante statunitense († 1919)
- 28 ottobre - Julius Rolshoven, pittore statunitense († 1930)
- 30 ottobre - Guido Pellizzari, chimico italiano († 1938)
- 31 ottobre - Maximilian Njegovan, ammiraglio austro-ungarico († 1930)

## Novembre(54)
- 1º novembre - Joseph Tyrrell, paleontologo e geologo canadese († 1957)
- 2 novembre - Lorimer Johnston, regista, attore e sceneggiatore statunitense († 1941)
- 2 novembre - Victorino Márquez Bustillos, politico venezuelano († 1941)
- 2 novembre - Dimităr Petkov, politico bulgaro († 1907)
- 4 novembre - Francis Robert Benson, attore e impresario teatrale britannico († 1939)
- 5 novembre - Joseph DeCamp, pittore statunitense († 1923)
- 5 novembre - Tiziano Pagan de Paganis, pittore italiano († 1932)
- 5 novembre - Carlo Ridolfi, agronomo, politico e sociologo italiano († 1918)
- 6 novembre - Fanny Hjelm, pittrice svedese († 1944)
- 6 novembre - Caran d'Ache, disegnatore e umorista francese († 1909)
- 7 novembre - Luigi Torchi, musicologo italiano († 1920)
- 9 novembre - James Rennell Rodd, diplomatico, politico e poeta britannico († 1941)
- 10 novembre - Adelgonda di Braganza, contessa portoghese († 1946)
- 10 novembre - Enrico XXVII di Reuss-Gera, nobile tedesco († 1928)
- 11 novembre - Alessandro Moreschi, cantante castrato italiano († 1922)
- 11 novembre - George Robert Milne Murray, botanico scozzese († 1911)
- 12 novembre - Marija Konstantinovna Baškirceva, pittrice, scultrice e scrittrice russa († 1884)
- 12 novembre - Ernest Jean Aimé, generale francese († 1916)
- 12 novembre - Clopton Lloyd-Jones, crickettista e calciatore britannico († 1918)
- 12 novembre - Anthonie Cornelis Oudemans, biologo olandese († 1943)
- 12 novembre - Aleksander Szymkiewicz, architetto e politico polacco
- 13 novembre - Francesco Carandini, storico e poeta italiano († 1946)
- 13 novembre - Edmond Goblot, filosofo e sociologo francese († 1935)
- 13 novembre - Mary Grey, nobildonna inglese († 1940)
- 14 novembre - Johan Israel Axel Arrhenius, botanico finlandese († 1950)
- 14 novembre - Enrico Onufrio, poeta, scrittore e giornalista italiano († 1885)
- 15 novembre - Otto Hildebrand, patologo e chirurgo tedesco († 1927)
- 16 novembre - Edoardo Talamo, politico italiano († 1916)
- 17 novembre - Giulio Buzenac, direttore d'orchestra italiano († 1925)
- 17 novembre - Gaetano Esposito, pittore italiano († 1911)
- 19 novembre - Giovanni Cartia, politico italiano († 1939)
- 20 novembre - Selma Lagerlöf, scrittrice svedese († 1940)
- 20 novembre - Nikolaj Nikolaevič Martos, generale russo († 1933)
- 21 novembre - Aristide Bari, sindacalista italiano († 1911)
- 21 novembre - Bruno Schmitz, architetto tedesco († 1916)
- 21 novembre - Alois von Schönburg-Hartenstein, generale austro-ungarico († 1944)
- 22 novembre - Carl Walther, imprenditore e inventore tedesco († 1915)
- 23 novembre - Raffaele Perla, magistrato e politico italiano († 1936)
- 23 novembre - Antonio Maria Roveggio, vescovo cattolico e missionario italiano († 1902)
- 25 novembre - Pietro Calcagno, attivista, anarchico e pubblicista italiano († 1906)
- 25 novembre - Alfred Capus, giornalista e scrittore francese († 1922)
- 25 novembre - Julius Scheiner, astronomo tedesco († 1913)
- 25 novembre - Herbert Whitfeld, calciatore inglese († 1909)
- 25 novembre - Jacques Onfroy de Bréville, disegnatore e illustratore francese († 1931)
- 26 novembre - Israel Abrahams, ebraista inglese († 1925)
- 26 novembre - Agostino Berenini, politico italiano († 1939)
- 26 novembre - Katharine Mary Drexel, religiosa statunitense († 1955)
- 27 novembre - Vincenzo Riccio, politico italiano († 1928)
- 28 novembre - Robert Hadfield, ingegnere britannico († 1940)
- 29 novembre - James Hamilton, calciatore nordirlandese († 1932)
- 29 novembre - Christian Hülsen, storico dell'architettura tedesco († 1935)
- 30 novembre - Jagadish Chandra Bose, fisico e botanico indiano († 1937)
- 30 novembre - Andrea Figari, pittore italiano († 1945)
- 30 novembre - Giovanni Rastelli, politico italiano († 1917)

## Dicembre(34)
- 5 dicembre - Giuseppe Aureli, pittore italiano († 1929)
- 5 dicembre - Louise Beaudet, attrice canadese († 1947)
- 6 dicembre - Minerva Josephine Chapman, pittrice statunitense († 1947)
- 7 dicembre - Tommaso Catani, presbitero e scrittore italiano († 1925)
- 7 dicembre - Ned Haig, rugbista a 15 scozzese († 1939)
- 8 dicembre - Jonathan Dwight, ornitologo statunitense († 1929)
- 9 dicembre - Delfino Menotti, baritono italiano († 1937)
- 9 dicembre - Georgios Drosinis, poeta e letterato greco († 1951)
- 10 dicembre - Edward Bradford, ammiraglio britannico († 1935)
- 11 dicembre - Benno Kerry, filosofo e psicologo austriaco († 1889)
- 12 dicembre - Matvej Matveevič Gedenštrom, diplomatico e agente segreto russo
- 15 dicembre - Johannes Lepsius, missionario, orientalista e filantropo tedesco († 1926)
- 16 dicembre - Agnes Baden-Powell, educatrice britannica († 1945)
- 16 dicembre - Sigmund Mogulesko, cantante, attore e compositore statunitense († 1914)
- 17 dicembre - Robert Graham Jr., attore statunitense († 1916)
- 17 dicembre - Eva Nansen, mezzosoprano norvegese († 1907)
- 18 dicembre - Hulda Marie Bentzen, fotografa norvegese († 1937)
- 18 dicembre - Francesco Biondelli, religioso, educatore e scrittore italiano († 1898)
- 18 dicembre - Kata Dalström, politica e scrittrice svedese († 1923)
- 18 dicembre - Bartolo Nigrisoli, chirurgo italiano († 1948)
- 19 dicembre - John Hall-Edwards, medico britannico († 1926)
- 19 dicembre - Horace Traubel, scrittore, critico letterario e editore statunitense († 1919)
- 20 dicembre - Jan Toorop, pittore olandese († 1928)
- 21 dicembre - Friedrich Ohmann, architetto austriaco († 1927)
- 22 dicembre - Giacomo Puccini, compositore italiano († 1924)
- 23 dicembre - Vladimir Ivanovič Nemirovič-Dančenko, regista teatrale, impresario teatrale e scrittore russo († 1943)
- 24 dicembre - Pasquale Camassa, presbitero, bibliotecario e storico italiano († 1941)
- 26 dicembre - Owen Morgan Edwards, storico, educatore e scrittore gallese († 1920)
- 27 dicembre - Juan Luis Sanfuentes, politico cileno († 1930)
- 30 dicembre - Rachel Foster Avery, attivista statunitense († 1919)
- 31 dicembre - Vincas Kudirka, poeta lituano († 1899)
- 31 dicembre - Sylvester Zefferino Poli, artigiano, impresario teatrale e imprenditore italiano († 1937)
- 31 dicembre - Alessandro Stoppato, avvocato e politico italiano († 1931)
- 31 dicembre - Stanisław Suryn, generale russo († 1928)

## Senza giorno specificato(74)
- George Alexander, attore teatrale inglese († 1918)
- Ambrogio Arabia, politico e avvocato italiano († 1934)
- Pasquale Baccarini, botanico italiano († 1919)
- Aleksandr Ivanovič Barannikov, rivoluzionario russo († 1883)
- Alessandro Barsanti, architetto e egittologo italiano († 1917)
- Paul Barth, filosofo tedesco († 1922)
- Bibi Khanoum Astarabadi, scrittrice e educatrice († 1921)
- Lottie Blair Parker, commediografa e attrice statunitense († 1937)
- Sergej Nikolaevič Bobochov, rivoluzionario russo († 1889)
- Rachele Botti Binda, scrittrice italiana († 1933)
- Rudolf Ernst Brünnow, orientalista tedesco († 1917)
- William Wilfred Campbell, poeta canadese († 1918)
- Luigi Cantarelli, storico italiano († 1931)
- Davide Carazzi, biologo italiano († 1923)
- John Merven Carrère, architetto statunitense († 1911)
- Giuseppe Castellani, storico e numismatico italiano († 1938)
- Angelo Costa, pittore italiano († 1911)
- Antonio Curti, giornalista, storico e commediografo italiano († 1945)
- Enrico De Amicis, matematico italiano († 1925)
- Gerard De Geer, geologo svedese († 1943)
- Sebastiano Del Buono, politico e sindacalista italiano († 1922)
- Constantin Dobrogeanu-Gherea, politico rumeno († 1920)
- Jacques Dunant, architetto svizzero († 1939)
- William Phelps Eno, imprenditore statunitense († 1945)
- Cesare Fera, ingegnere meccanico e dirigente d'azienda italiano († 1931)
- Evgenija Nikolaevna Figner, rivoluzionaria russa († 1931)
- Augusto Frullani, pallonista italiano († 1940)
- Gamba di Legno, condottiero nativo americano († 1940)
- Jan Gebauer, filologo ceco († 1907)
- Victor Giraud, esploratore francese († 1899)
- Ulisse Grifoni, scrittore italiano († 1906)
- Raisa L'vovna Grossman, rivoluzionaria russa († 1900)
- Jack Hastings, calciatore nordirlandese († 1935)
- David Hennessy, poliziotto statunitense († 1890)
- George Henry, pittore scozzese († 1943)
- Liberty Hyde Bailey, botanico statunitense († 1954)
- Todor Ivančov, politico bulgaro († 1905)
- Frank Byron Jevons, storico delle religioni britannico († 1936)
- Harry Johnston, esploratore britannico († 1927)
- Bobby Leach, sportivo inglese († 1926)
- Luigi Leone, scrittore e politico italiano († 1938)
- Wallace Martin Lindsay, filologo classico, latinista e paleografo britannico († 1937)
- Ulisse Manara, giurista italiano († 1943)
- Giulio Marchetti, attore italiano († 1916)
- Francesco Marsich, ingegnere italiano († 1919)
- Wallace McCutcheon, regista statunitense († 1918)
- Flaviano Michele Melki, vescovo cattolico turco († 1915)
- Vincenzo Miceli, giurista italiano († 1932)
- Henry Alexander Miers, mineralogista britannico († 1942)
- Gaston Milhaud, filosofo francese († 1918)
- Nicolas Notovič, giornalista russo
- Charles Cleveland Nutting, zoologo statunitense († 1927)
- Osman Emin Ahmed Pascià, ammiraglio ottomano († 1890)
- Arturo Pessina, baritono italiano († 1926)
- Richard Pfeiffer, biologo tedesco († 1945)
- Vincenzo Pritelli, architetto e ingegnere italiano († 1932)
- Giuseppe Rachel, compositore, direttore di banda e flautista italiano († 1937)
- Rama Varma XVI, principe indiano († 1932)
- Charles Raymond, regista, attore e sceneggiatore britannico († 1930)
- Elisa Rigutini Bulle, pittrice italiana († 1940)
- Frederick Rinder, dirigente sportivo inglese († 1938)
- Giulio Rosati, pittore italiano († 1917)
- Paul Rudolph, fisico tedesco († 1935)
- Carlo Ruelle, generale italiano († 1917)
- Nikolaj Pavlovič Ščedrin, rivoluzionario russo († 1919)
- Riccardo Sculco, medico e politico italiano († 1931)
- Friedrich Adolf Steinhausen, medico e fisiologo tedesco († 1910)
- Carl Swartz, politico svedese († 1926)
- Andrea Tavernier, pittore italiano († 1932)
- Eduard Gustav von Toll, geologo e esploratore russo († 1902)
- Alfred Vallette, letterato francese († 1935)
- Andrej Ippolitovič Vil'kickij, cartografo e geodeta russo († 1913)
- Sa'd Zaghlul, politico egiziano († 1927)
- Duiliu Zamfirescu, scrittore e politico rumeno († 1922)